# Vanessa dejeani
Vanessa dejeani är en fjärilsart som beskrevs av Jean Baptiste Godart 1823. Vanessa dejeani ingår i släktet Vanessa och familjen praktfjärilar. Inga underarter finns listade i Catalogue of Life.